# 新幹線200系電聯車

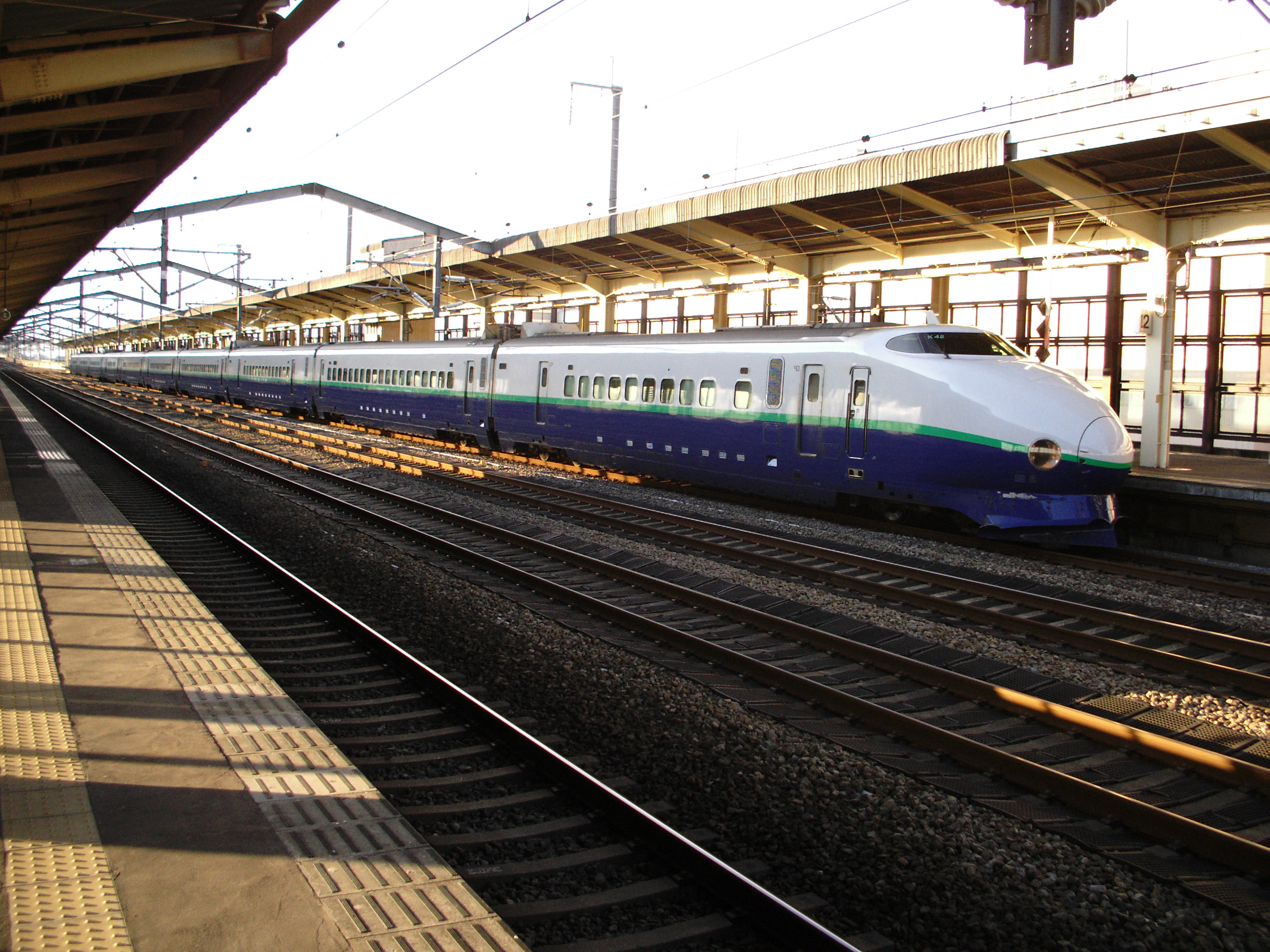
第二次外觀改良之後的200系，攝於熊谷車站。

新幹線200系電聯車是日本國有鐵道（日本國鐵）設計和製造的新幹線車輛，1982年（昭和57年）投入服務。國鐵分割民營化後，列車由東日本旅客鐵道（JR東日本）繼承並繼續使用。

## 概要
這款車於1982年正式投入營運，主要用於氣候狀況較差的東北新幹線與上越新幹線之上。因此和東海道、山陽新幹線使用的0系相比，作了很多耐寒耐雪的改進：
- 列車的車體設計儘量減低寒冷天氣與大雪對列車的影響，故在裙裾部分安裝大面積的除雪翼，在行駛時能把線路上的積雪快速清除，而裙裾外殼亦與車頭外殼順滑一體。
- 為了保護機電結構，列車的機電設備是安置在車體之內，而與先前0系安置在列車底盤之下的作法不同。
- 電動機的冷卻風通道改在車體側面（高度等同由車窗底端至車門上端），同時使用了除雪裝置，避免雪花飛入。

### 車輛構造
控制裝置採用交直流連續相位控制式整流裝置，制動系統則使用電氣指令式空氣制動和斷路器並用，以實現平穩的減速。據說減速時放在桌上的香煙盒都不會翻倒。開業初期以時速210km/h速度營運，上野站新幹線月臺啟用以後，列車速度提高到240km/h。
除了標準的200系之外，1986年（昭和61年）時也推出了改良版的200系2000番台，與外觀上較接近0系的初期版200系不同，2000番台的外觀較為接近100系。1999年（平成11年），為數12列、每列10節車廂的K編組登場時，又進行過內外裝的改良，除了將內裝升級為類似E2系的佈置之外，外觀也由沿用多年的白身綠帶塗裝，改為上半車身飛雲白、下半車身紫苑藍、中間僅披有一細長綠帶的新塗裝。因此200系從登場以來，已經出現過三種不同的外觀設計。近年來200系列車已陸續除役淘汰，僅留下少量的列車預備進行改裝以達到延長使用壽限的目的。
在退役前，這款電車的行走列車類別有山彥（やまびこ）、朱鷺（とき）、那須野（なすの）和谷川（たにがわ）。

## 列車編組

### E编組
E編組是12輛編組，並擁有與0系相似的車頭形狀，是東北、上越新幹線最初通車時的編組方式。最高營運車速為210公里/小時，在1993年（平成5年）進行車輛改造並改為F編組之後廢除。

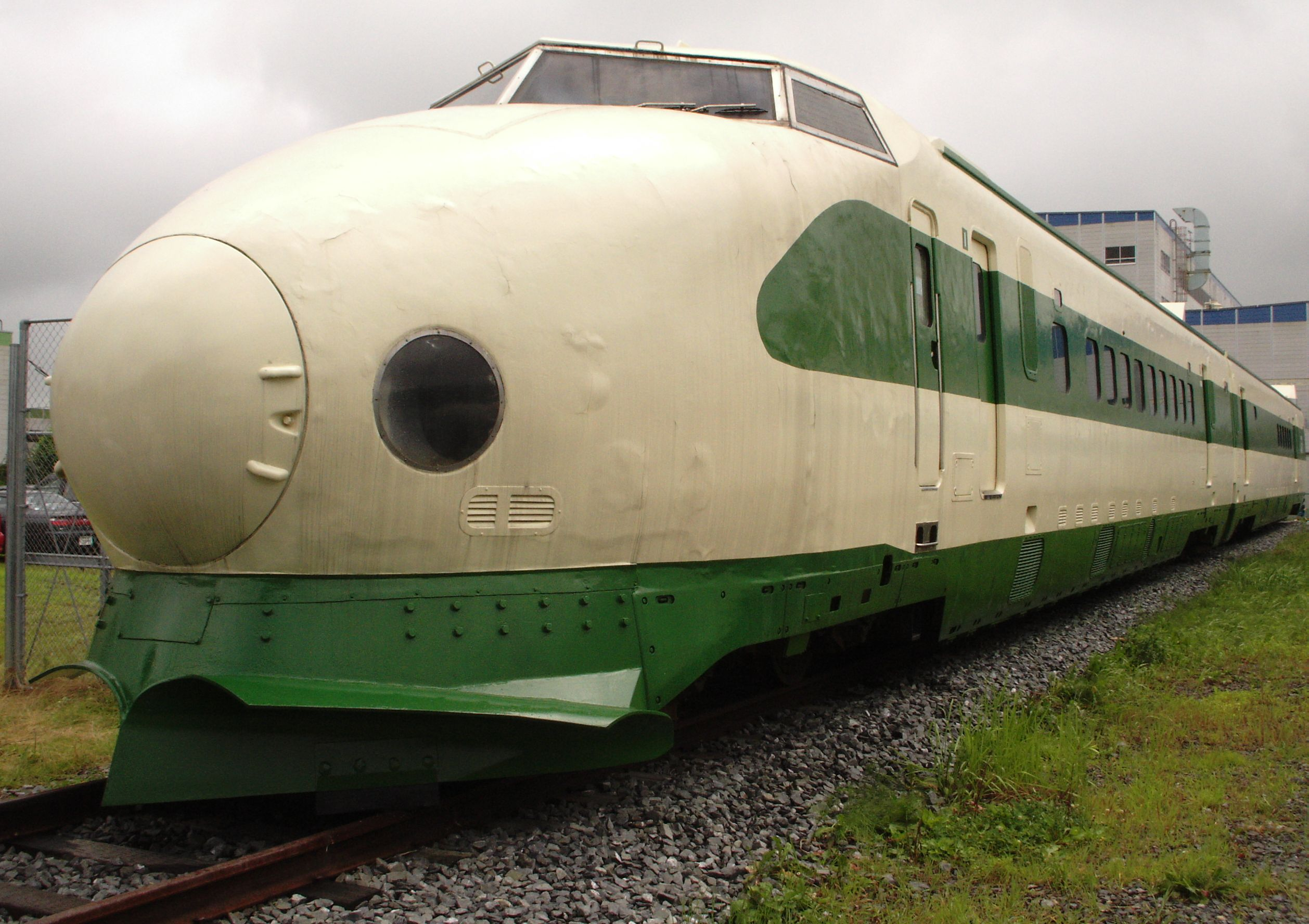
E1編組

E编组 编组表（制造完成時）
|      | ←東京方向盛岡・新潟方向→ |            |           |            |            |            |            |            |            |            |           |             |
| 車號 | 1                        | 2          | 3         | 4          | 5          | 6          | 7          | 8          | 9          | 10         | 11        | 12          |
| 編组 | 221型 (Mc)               | 226型 (M') | 225型 (M) | 226型 (M') | 225型 (Mk) | 226型 (M') | 215型 (Ms) | 226型 (M') | 237型 (MB) | 226型 (M') | 225型 (M) | 222型 (M'c) |
| 座席 | 普通車                   | 普通車     | 普通車    | 普通車     | 普通車     | 普通車     | 绿色車厢   | 普通車     | 餐車       | 普通車     | 普通車    | 普通車      |
| E1   | 1                        | 1          | 1         | 2          | 401        | 3          | 1          | 4          | 1          | 5          | 2         | 1           |
| E2   | 2                        | 6          | 3         | 7          | 402        | 8          | 2          | 9          | 2          | 10         | 4         | 2           |
| E3   | 3                        | 13         | 6         | 14         | 403        | 15         | 3          | 11         | 3          | 12         | 5         | 3           |
| E4   | 4                        | 16         | 7         | 17         | 404        | 18         | 4          | 19         | 4          | 20         | 8         | 4           |
| E5   | 5                        | 21         | 9         | 22         | 405        | 23         | 5          | 24         | 5          | 25         | 10        | 5           |
| ：   | ：                       | ：         | ：        | ：         | ：         | ：         | ：         | ：         | ：         | ：         | ：        | ：          |
| E35  | 35                       | 171        | 69        | 172        | 435        | 173        | 35         | 174        | 35         | 175        | 70        | 35          |
| E36  | 36                       | 176        | 71        | 177        | 436        | 178        | 36         | 179        | 36         | 180        | 72        | 36          |

### F編組
也是12輛編組，從E編組改造而成。車頭形狀與0系的相似（其中6組為1986年投入服務的2000番台，於1990年改為H編組），營運速度增至每小時240km/h。

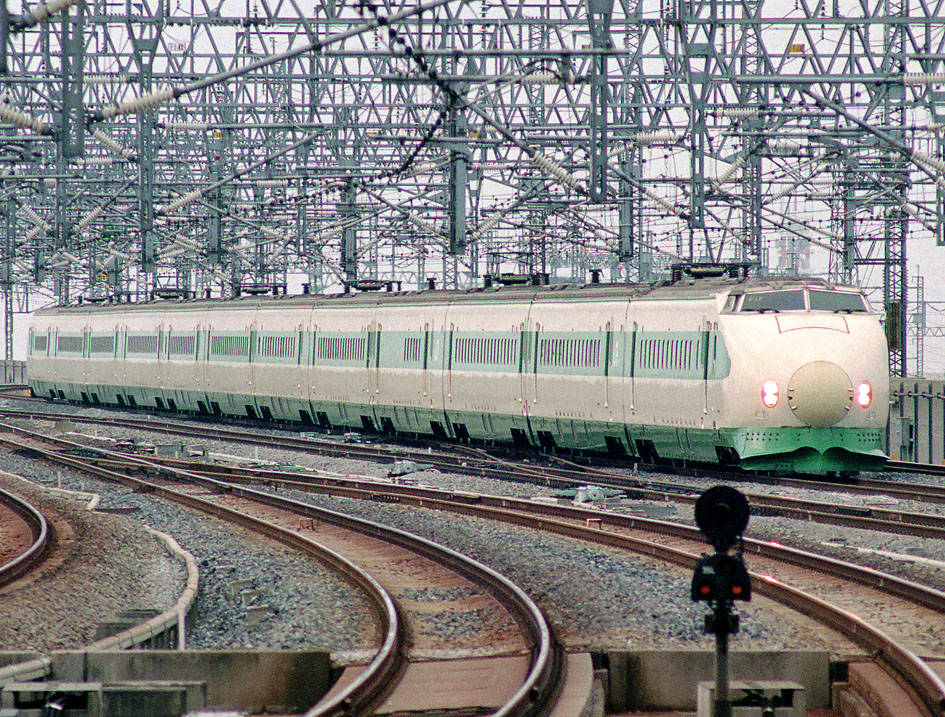
F17編組（1990年）
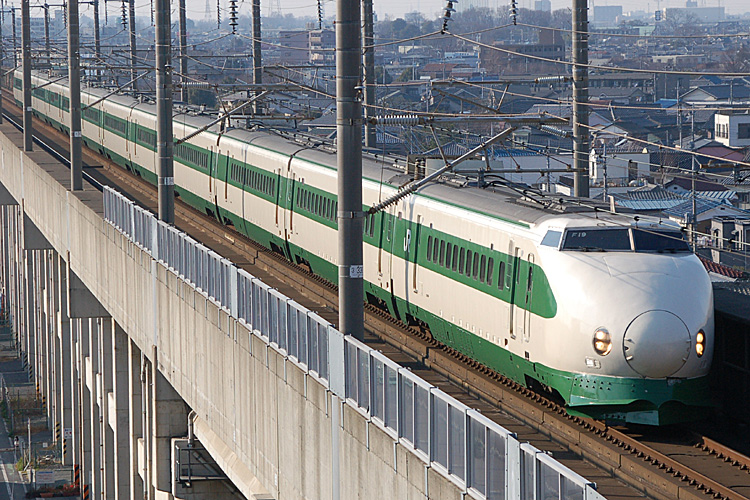
F19編組（2006年3月4日）
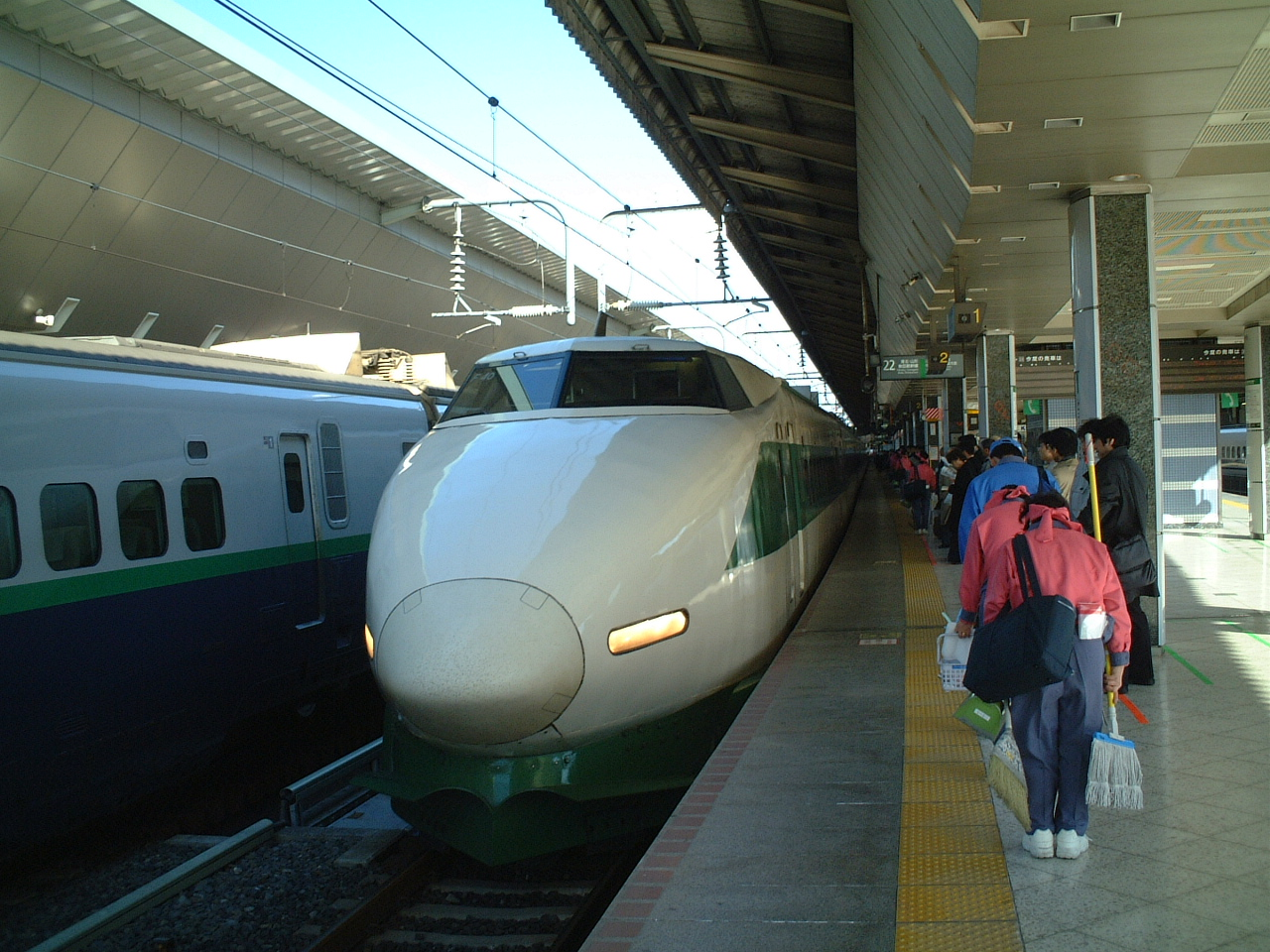
新幹線200系F編組2000番台電聯車

F编组 编组表（制造完成時）
|      | ←東京方向盛岡・新潟方向→ |            |           |            |            |            |            |            |            |            |           |             |
| 車號 | 1                        | 2          | 3         | 4          | 5          | 6          | 7          | 8          | 9          | 10         | 11        | 12          |
| 编组 | 221型 (Mc)               | 226型 (M') | 225型 (M) | 226型 (M') | 225型 (Mk) | 226型 (M') | 215型 (Ms) | 226型 (M') | 237型 (MB) | 226型 (M') | 225型 (M) | 222型 (M'c) |
| 座席 | 普通車                   | 普通車     | 普通車    | 普通車     | 普通車     | 普通車     | 绿色車厢   | 普通車     | 餐車       | 普通車     | 普通車    | 普通車      |
| F1   | 1001                     | 1001       | 1001      | 1002       | 1401       | 1003       | 1001       | 1004       | 1001       | 1005       | 1002      | 1001        |
| F2   | 1002                     | 1006       | 1003      | 1007       | 1402       | 1008       | 1002       | 1009       | 1002       | 1010       | 1004      | 1002        |
| F3   | 1003                     | 1011       | 1005      | 1012       | 1403       | 1013       | 1003       | 1014       | 1003       | 1015       | 1006      | 1003        |
| F4   | 1501                     | 1016       | 1007      | 1017       | 1404       | 1018       | 1004       | 1019       | 1004       | 1020       | 1008      | 1501        |
| F5   | 1502                     | 1021       | 1009      | 1022       | 1405       | 1023       | 1005       | 1024       | 1005       | 1025       | 1010      | 1502        |
| ：   | ：                       | ：         | ：        | ：         | ：         | ：         | ：         | ：         | ：         | ：         | ：        | ：          |
| F20  | 1517                     | 1096       | 1039      | 1097       | 1420       | 1098       | 1020       | 1099       | 1020       | 1100       | 1040      | 1517        |
| F21  | 1518                     | 1101       | 1041      | 1102       | 1421       | 1103       | 1021       | 1104       | 1021       | 1105       | 1021      | 1518        |

#### F80編組
唯一一列裝置50Hz和60Hz交流電頻率切換系統的200系列車，曾在1998年長野冬季奧運會期間於長野新幹線行走。

#### F90編組
共4組（F90-F93編組），屬上越新幹線，曾於上毛高原－浦佐間創下營運時速275km/h的紀錄，直至1997年3月22日山陽新幹線的500系投入服務為止。F90、F92編組於2002年退役，而F91、F93編組則於2004年退役。

### G編組
8節車廂編組，於1987年登場。1999年全數退役。

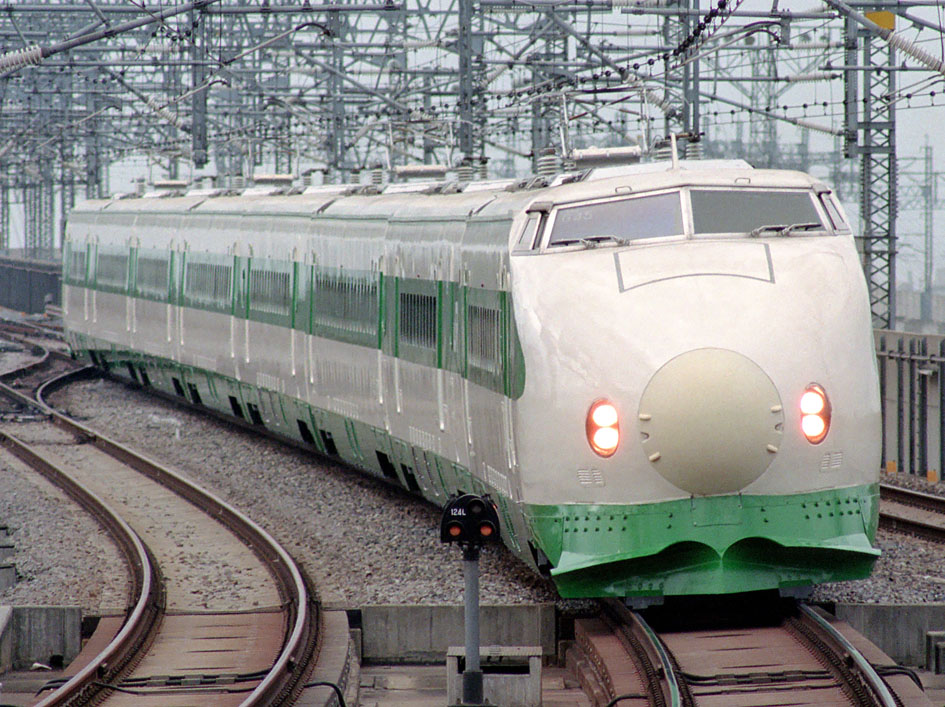
G45編組

### H編組

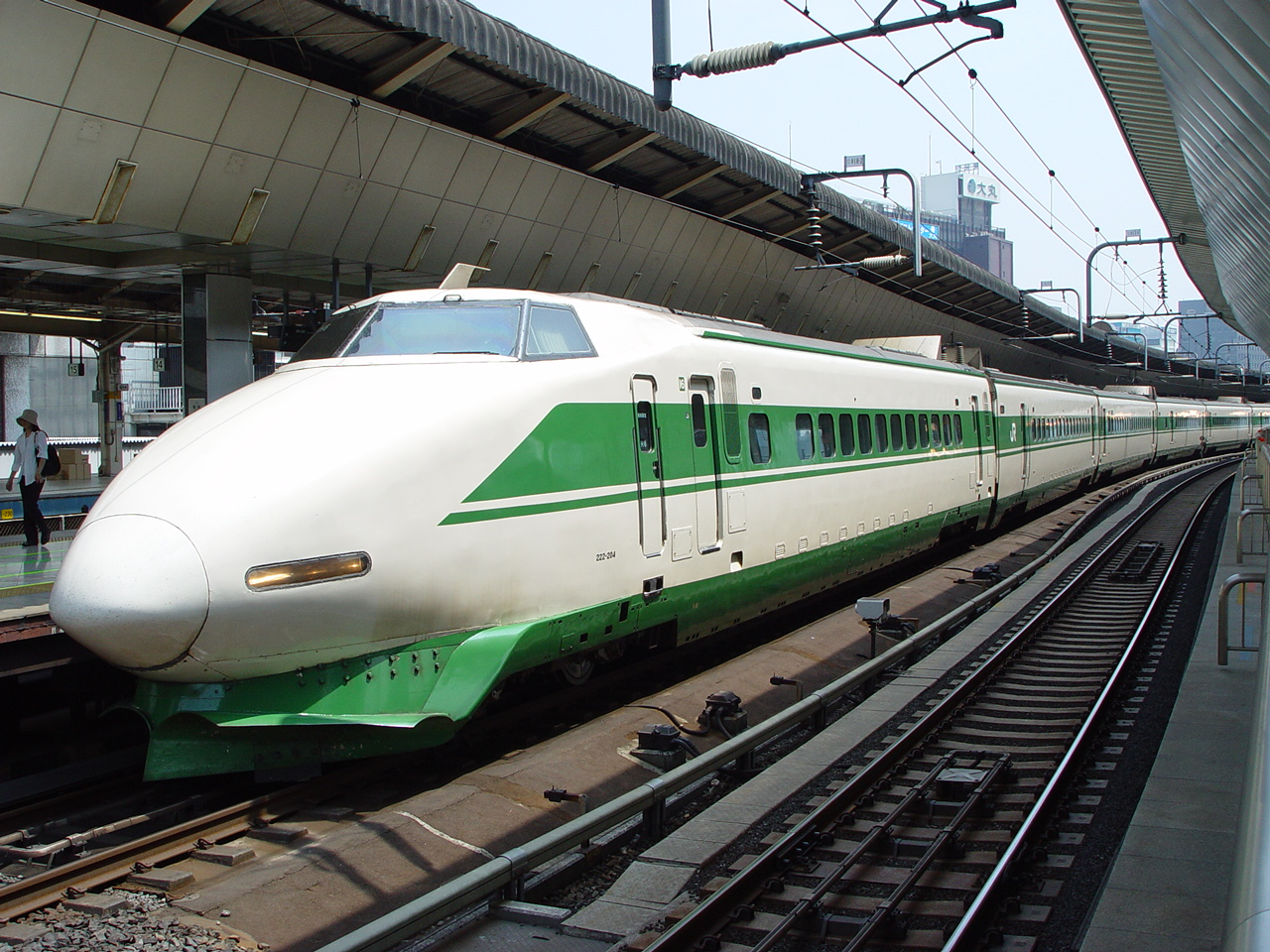
H6編組（2002年6月1日）

初期啟用時採用內含一節雙層車廂的13輛編組，後改為16輛編組（含2輛雙層車廂），後期則縮短為12輛編組。登場當時與其他已經在使用中的200系列車同樣，有著類似100系的車頭形狀（200系2000番台），最高營運車速為245公里/小時。200系H編組是東北新幹線史上唯一一個擁有16輛全貫通編組方式（雖然其他列車也有16輛編組，但因為是兩列列車並聯行駛，因此車內人員實際上無法從1號車廂走到16號車廂），在東北新幹線上的營運逐漸為E2系和E3系取代之後，轉至上越新幹線上繼續使用。

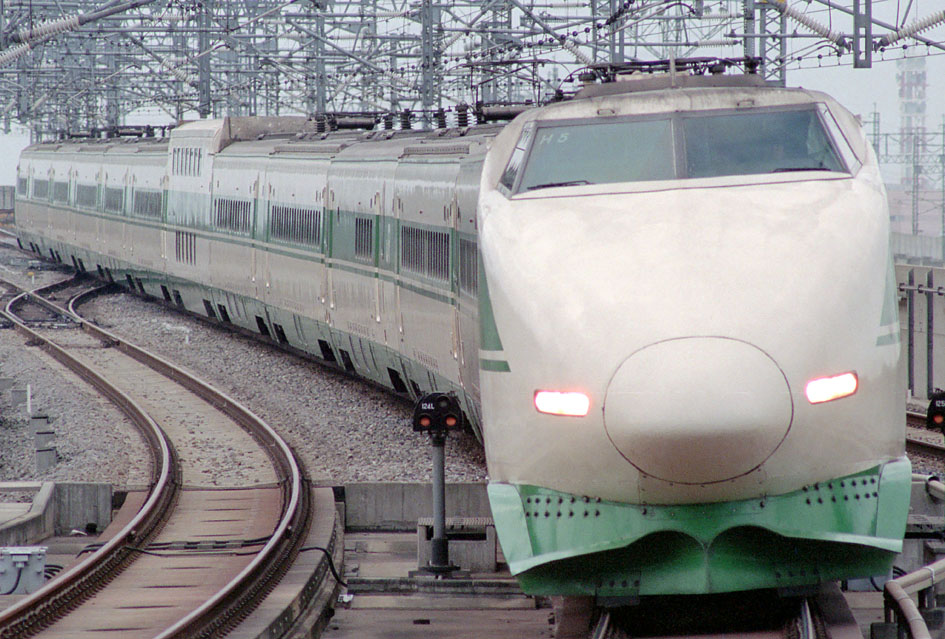
13辆編組的H5編組（1990年）

H编组（13辆编组） 编组表
| ←東京方向盛岡方向→ |            |           |            |            |            |               |            |            |            |            |           |             |
| 1                  | 2          | 3         | 4          | 5          | 6          | 7             | 8          | 9          | 10         | 11         | 12        | 13          |
| 221型 (Mc)         | 226型 (M') | 225型 (M) | 226型 (M') | 225型 (Mk) | 226型 (M') | 249型 (Tsd)   | 215型 (Ms) | 226型 (M') | 237型 (MB) | 226型 (M') | 225型 (M) | 222型 (M'c) |
| 普通車             | 普通車     | 普通車    | 普通車     | 普通車     | 普通車     | 绿色車 普通車 | 绿色車     | 普通車     | 餐車       | 普通車     | 普通車    | 普通車      |

H编组（16辆编组） 编组表
| ←東京方向盛岡方向→ |            |           |            |           |            |            |            |               |               |            |            |           |            |           |             |
| 1                  | 2          | 3         | 4          | 5         | 6          | 7          | 8          | 9             | 10            | 11         | 12         | 13        | 14         | 15        | 16          |
| 221型 (Mc)         | 226型 (M') | 225型 (M) | 226型 (M') | 225型 (M) | 226型 (M') | 225型 (Mk) | 226型 (M') | 249型 (Tsd)   | 248型 (T'sbd) | 215型 (Ms) | 226型 (M') | 225型 (M) | 226型 (M') | 225型 (M) | 222型 (M'c) |
| 普通車             | 普通車     | 普通車    | 普通車     | 普通車    | 普通車     | 普通車     | 普通車     | 绿色車 普通車 | 绿色車 普通車 | 绿色車     | 普通車     | 普通車    | 普通車     | 普通車    | 普通車      |

### K編組
10節車廂的編組，是最後運行的200系編組，此编组所有列车使用新干线0系的车头造型。最高營運車速為240公里/小時。為了與400系及E3系並聯運行，車頭部分配置有具自動解聯功能的聯結器，但此功能原本是配合2004年3月13日時那次列車營運時刻表的大改點而追加的，早已不再使用。而現有的K編組200系列車已全部停駛並陸續拆解。

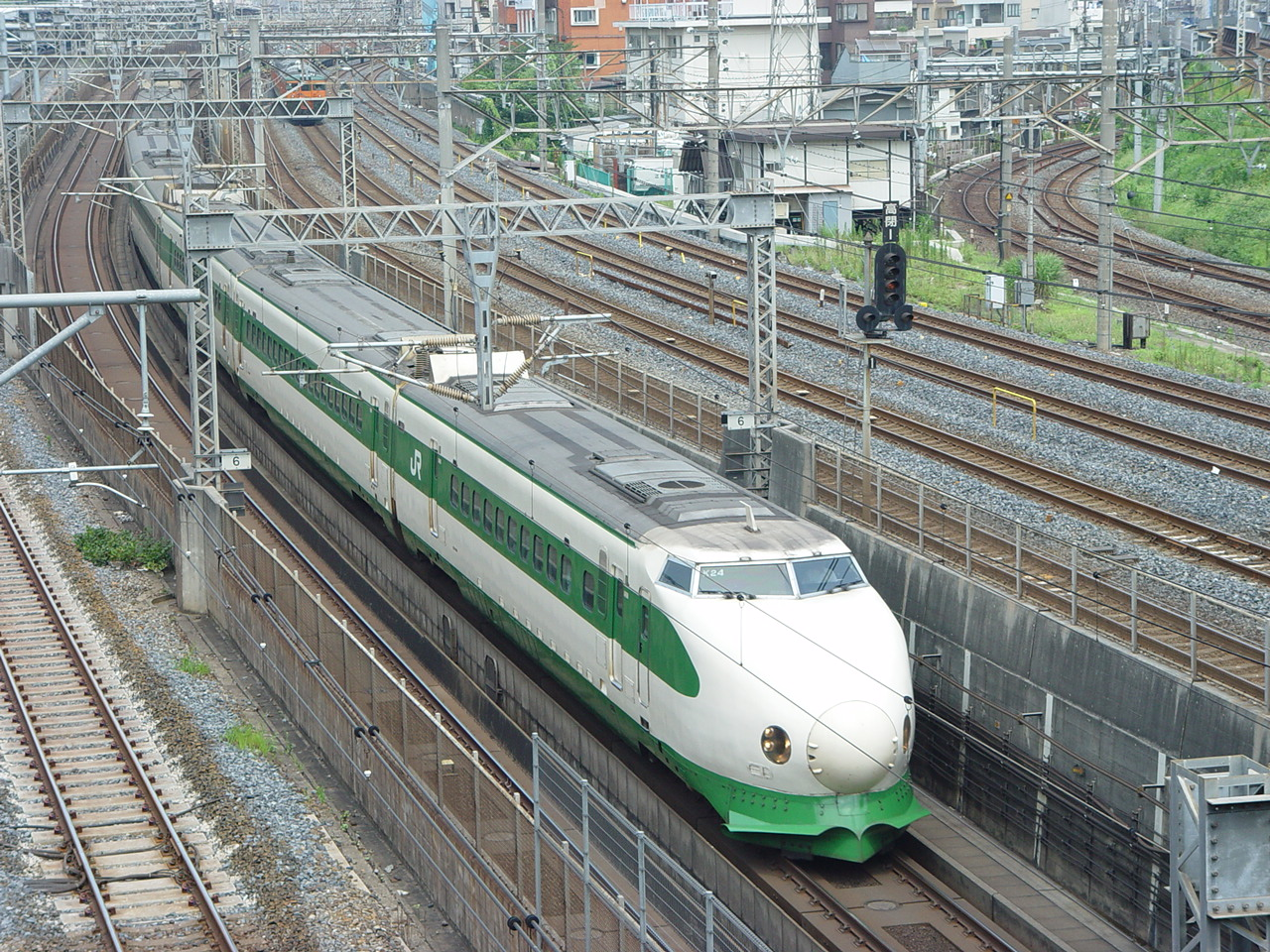
没有延壽改裝工程的K24编组
（2002年8月2日 日暮里站附近）

#### 8节K編組
1992年（平成4年）配合山形新干线的400系列车混编，8辆编组的K编组诞生了。由原来的F4、F6、F7、F9、F41、F51、F56编组改造成K1-K11总共11列編組。
8号车厢的222型配置有自動解聯功能的聯結器。应急用聯結器配备在车头盖的裙部的顶部之间，聯結检查传感器被安装在车头左右两侧。
改造初期，K1、K4、K6、K8-K10编组的7号车厢237型配备餐车，不过随着餐车停业，从1992年9月开始依次改造成225型490番台。
K编组（8辆编组） 编组表
| ←東京方向盛岡、新潟方向→ |            |           |            |            |            |             |             |
| 1                        | 2          | 3         | 4          | 5          | 6          | 7           | 8           |
| 221型 (Mc)               | 226型 (M') | 225型 (M) | 226型 (M') | 215型 (Ms) | 226型 (M') | 225型 (Mpk) | 222型 (M'c) |
| 普通車                   | 普通車     | 普通車    | 普通車     | 绿色車厢   | 普通車     | 普通車      | 普通車      |

#### 10节K編組

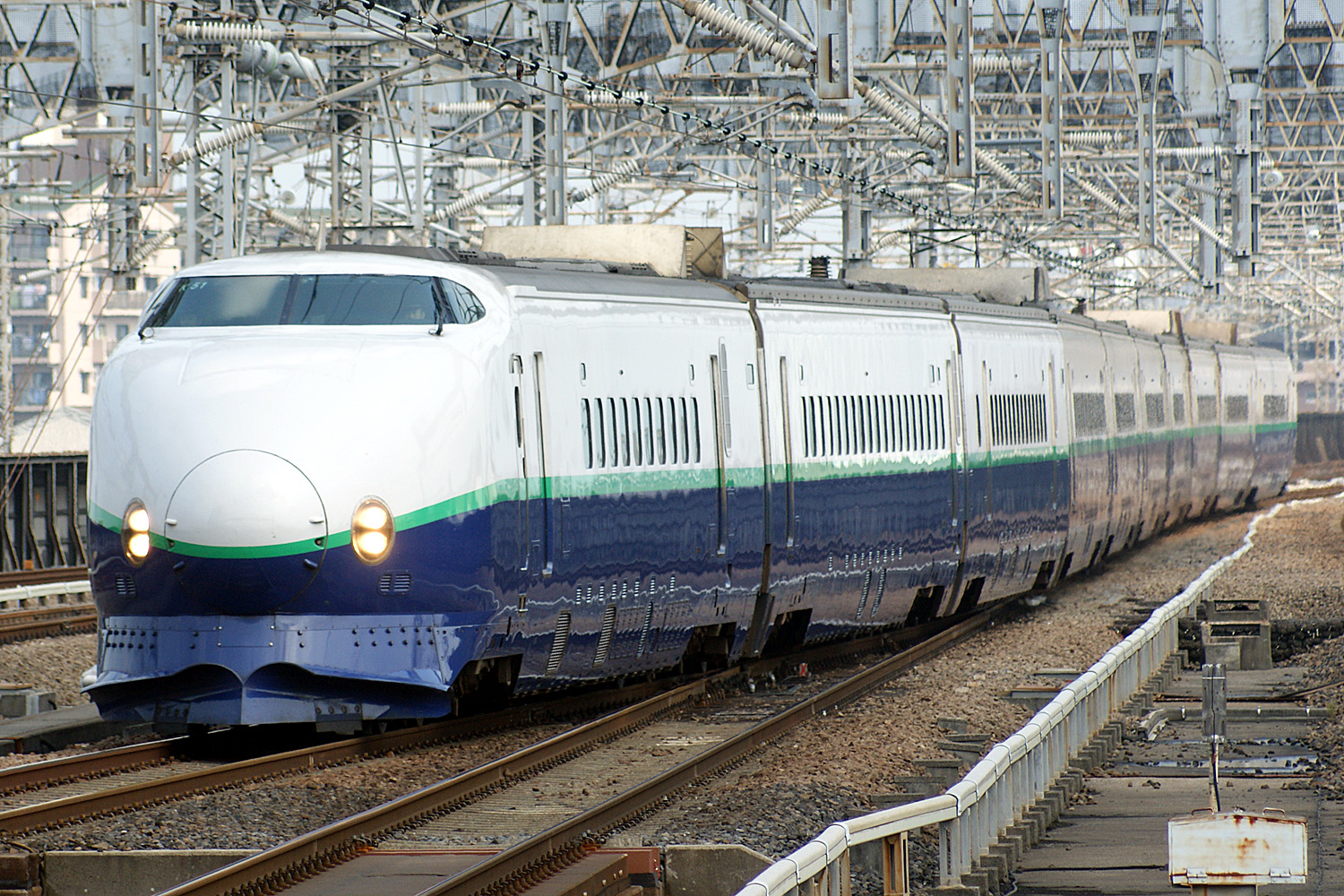
更新后的K51编组
（2008年7月5日 大宫站）

山形新干线开业后一直到秋田新干线开业前K编组只有8节编组。配合秋田新干线开业，在1997年开始K编组10节编组化改造。
原来F编组的F1-F3、F10-F13、F15、F18、F20、F21编组的7号、8号车抽走，3号车厢和5号车厢调换，改造为10辆编组K41-K51编组。另外，10辆编组化还改造之前的1994年到1996年的8节编组的237型餐车的座席化和222型车辆前头的连结400系和E3系混编列车用聯結器及自动解结装置。
K1-K11编组的5号车厢和7号车厢（绿色车和普通车）被替换，K41-K51编組组成时产生的剩余车在8结编组K车的5、6号车4、5号车之间各插入一节变成10节车厢。编号也改成K21-K31。
1999年（平成11年）到2002年（平成14年）间，200系被E2系替换的同时K编组的一部分编组（K21-K25、K26、K41-K44、K46-K49、K51）进行延寿工程。工事内容如下：
- 普通車廂座椅采用與E4系相同的可旋转座椅，而绿色車廂座位采用以E2系相同的可旋转的普通车座椅替换原来的普通車廂座椅。座位材料也采用毛绒座椅
- 进行內裝翻新，天花板面板、室内灯光、地板垫和腰板等都进行了翻新
- 車內通道的上方新增情报資訊装置
- 玻璃窗改成绿色玻璃和内置的玻璃钢制成的卷帘
- 採用西式的厕所，卫生间和厕所手洗净器变更為感应式
- 駕駛室四周的擋風玻璃变成光滑的曲面形状
- 强化车身框架
- 轉向架框架和框梁全部换成新品
- 更换已老化的电子部件，如印刷电路板来维持系统的可靠性
- 车身涂装以E2系的“飞云白”和“紫苑蓝”为基调，中间线条涂上以“200系”为主车色的绿色带
- 目的地显示板变更为使用发光二极管

另外，延寿工程的实施没有对车辆号码进行变更。
2004年10月23日（平成16年）下午，一辆行驶于上越新干线的200系K25编组新干线出轨（下文参照）。出轨车辆由于受损严重，在2005年2月25日全车报废。当初是除了前头外的列车于新潟的新干线车辆中心的车库内留置，2007年（平成19年）11月10日的新泻的新干线车辆中心公开活動中，K25编组的被确认存放在露天状态，两车头车前面没有被盖罩盖上。JR东日本出于本事故的教训，同编组的残缺的一部分在福岛县白河市综合研修中心内作静态保存。
到最后为止K编組已经定形了（更新工作没有完成），而更新K编组中的K31编组在設置DS-ATC工程完毕之前作为预备编组。在2004年发生的新潟县中越地震发生後，該編組負責临时运用以代替上越新干线脱轨事故中不能使用的K25编组，直到E2系J69编组製造完成為止，此编组于2006年1月11日报废。K31編組的222-35號車廂（10号车厢）被保存在埼玉縣埼玉市大宫區的铁路博物馆內。
2007年（平成19年）5月9日，K47编组復古涂装登场。同一天恰逢F19编组的回送，严格来说复制原来的涂装是不可能的。此编组于同年6月23日，担当东北新干线开业25周年纪念列车“山彦”931号从大宫开往盛冈，另外于11月10日，在上越新干线担当团体临时列车的“淺間”190号和临时列车“朱鷺”25号，并于同月的15日，担当同线开业纪念25周年纪念的“朱鷺”318号。基本上和其他的K编组有共同运用作为定期列车使用。
2012年（平成24年）1月16日初期车K21编组开始报废，完成了近30年的运用。以东北、上越新干线开业时的车辆整车报废。
K编组（10辆编组） 编组表
| ←東京方向盛岡、新潟方向→ |            |              |            |           |            |             |            |            |             |
| 1                        | 2          | 3            | 4          | 5         | 6          | 7           | 8          | 9          | 10          |
| 221型 (Mc)               | 226型 (M') | 225型 (M,Mk) | 226型 (M') | 225型 (M) | 226型 (M') | 225型 (Mpk) | 226型 (M') | 215型 (Ms) | 222型 (M'c) |
| 普通車                   | 普通車     | 普通車       | 普通車     | 普通車    | 普通車     | 普通車      | 普通車     | 绿色車厢   | 普通車      |

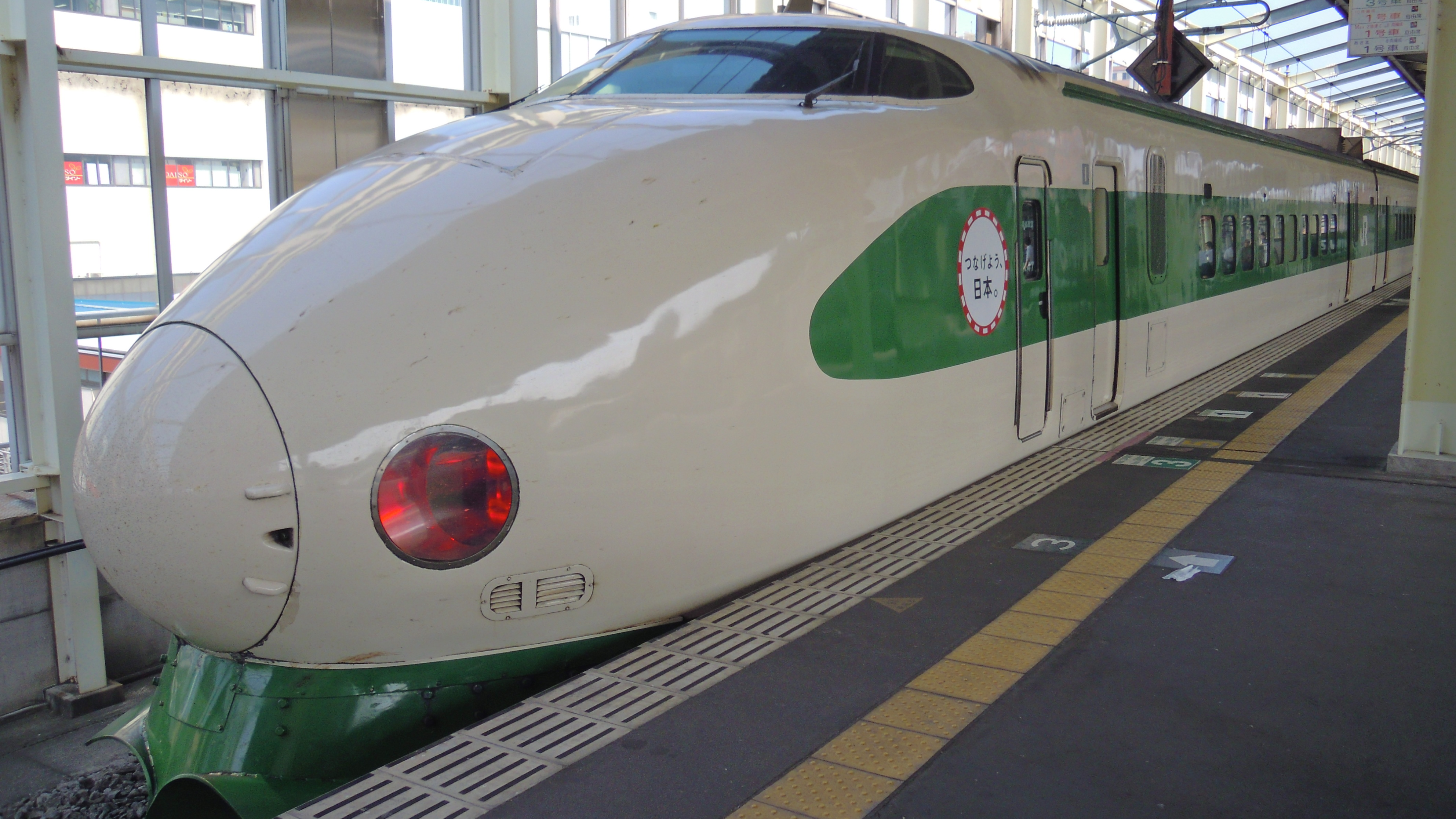
K47編組東京方车头1号車的东日本大地震复兴声援口号“挺住吧日本”贴纸（2012年7月28日 高崎站）

2011年4月29日起，所有仍然服役的K編組车头两侧贴上了东日本大地震复兴声援口号的“日本加油！加油！东北！”（10号车）“挺住吧日本”（1号）的贴纸。

## 事故
2004年10月23日下午，在新潟縣，一小时内发生了三次里氏6级左右的地震。其中第一次发生时间在东京时间17时56分，震级为里氏6.8级，造成上越新干线上一辆正行驶在浦佐站至长冈站的新干线出轨。155名乘客无人伤亡。此列车代号“朱鷺325”（とき325号），属200系K编組，共计10列车厢。事故发生时除第6号和7号车厢之外，其他共计8节车厢出轨，無人員傷亡。
由于事故发生后，新潟地区经常发生余震，对出轨车辆的清理工作带了很大的困难。2004年11月18日，出轨车辆被清除。12月28日，恢复通车。出轨车辆由于受损严重，在2005年2月25日全车不再使用。

## 結束運行及已拆卸車組
隨著E5系在2011年3月正式投入服務、東北新幹線提速和青森延伸段的開業，JR東日本在2011年（平成23年）春季以後開始將200系退役及拆卸，E2系和E4系转移至上越新干线。2011年11月19日200系正式結束在東北新幹線大宮站以北路段的定期列車運行。。
JR東日本於2012年12月15日宣布200系將於2013年（平成25年）3月16日全面退出定期運轉。自2013年1月26日起，由該系列所擔任的車次陸續被更換成E2系運行。同年3月16日時刻表改點時，全部改由E2系運行，200系正式在JR東日本全面退役。

## 保存车辆

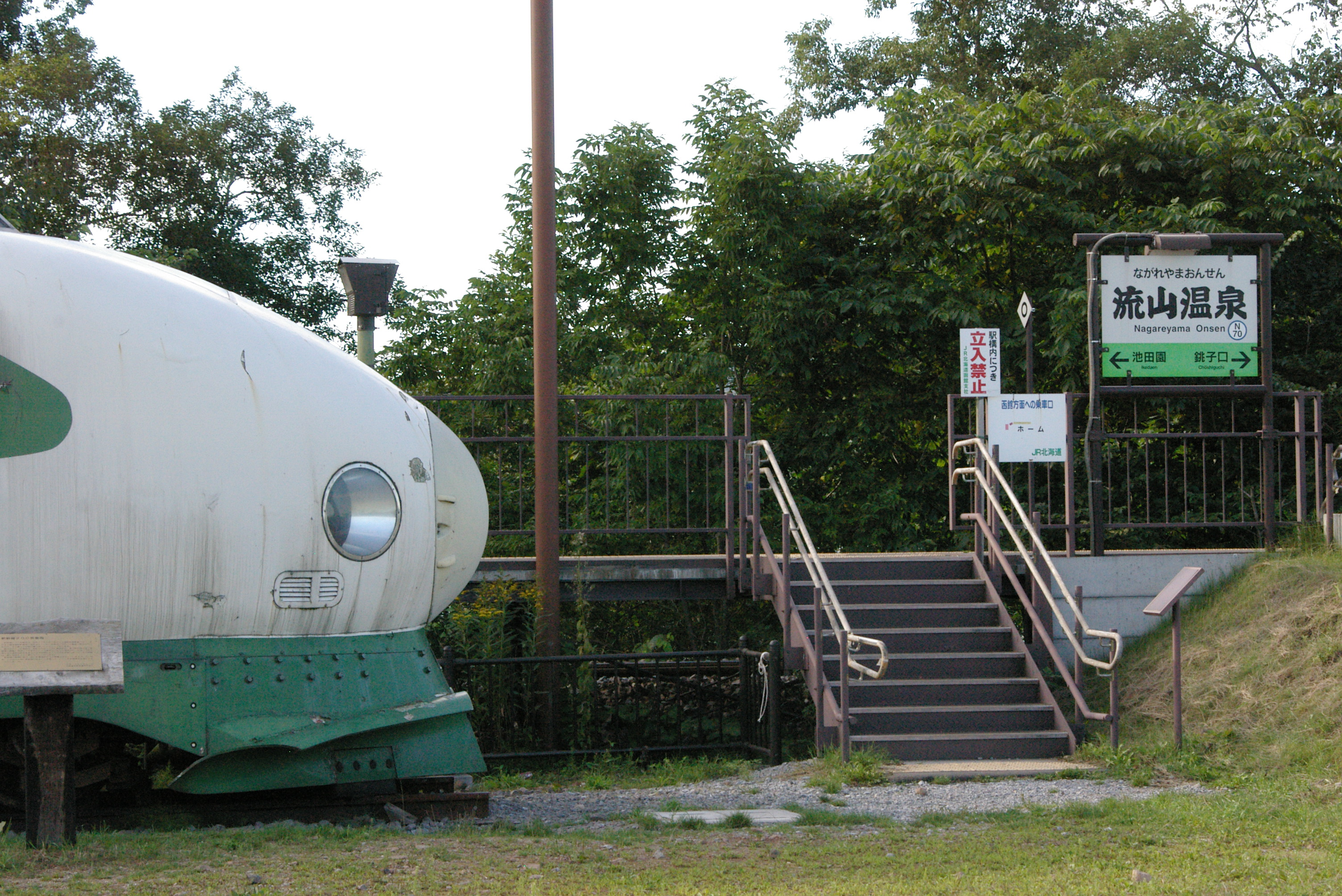
在JR北海道流山溫泉車站前静态展示的200系車輛。

在日本各地，有下列幾輛200系的車輛被用作保存與展示用途。其車廂編號與原本所屬的列車編組概述如下：
- 221-1、237-1（E1與E1改裝後變成的F30編組之1號與9号车厢）
  - 被保存在宫城县宫城郡利府町的新干线综合车辆中心。
  - 在過去226-1、215-1與222-1（E1與E1改裝後變成的F30編組之2、11與12号车厢）與249-5（H5編組9号车厢）曾以室外靜態保存的方式留存，但已在2010年時拆除。
- 222-35號車廂（原E35與F56編組之12号车厢，之後變成K11編組的8号车厢，再變成K31編組的10号车厢）
  - 被保存在埼玉縣埼玉市大宫區的铁道博物馆內，民眾可以參觀其车内與車底。
- 221-15、215-15、222-15（E15與之後的F37編組之1、11、12号车厢）
  - 為了祈求北海道新幹線的建設與通車順利，而被戶外保存在北海道龟田郡七饭町、函館本線沿線的流山溫泉車站站前，但已經於2013年6月被移除解體。
- 221-1510（F13與其改裝後變成的K47編組1号車） 
  - 保存在新潟縣新潟市秋葉区的新潟市新津鉄道資料館，2013年6月22日開放公眾參觀。[8]。